# Chikkanaravangala, Tumkur
Chikkanaravangala là một làng thuộc tehsil Tumkur, huyện Tumkur, bang Karnataka, Ấn Độ.